# صنعت شکر

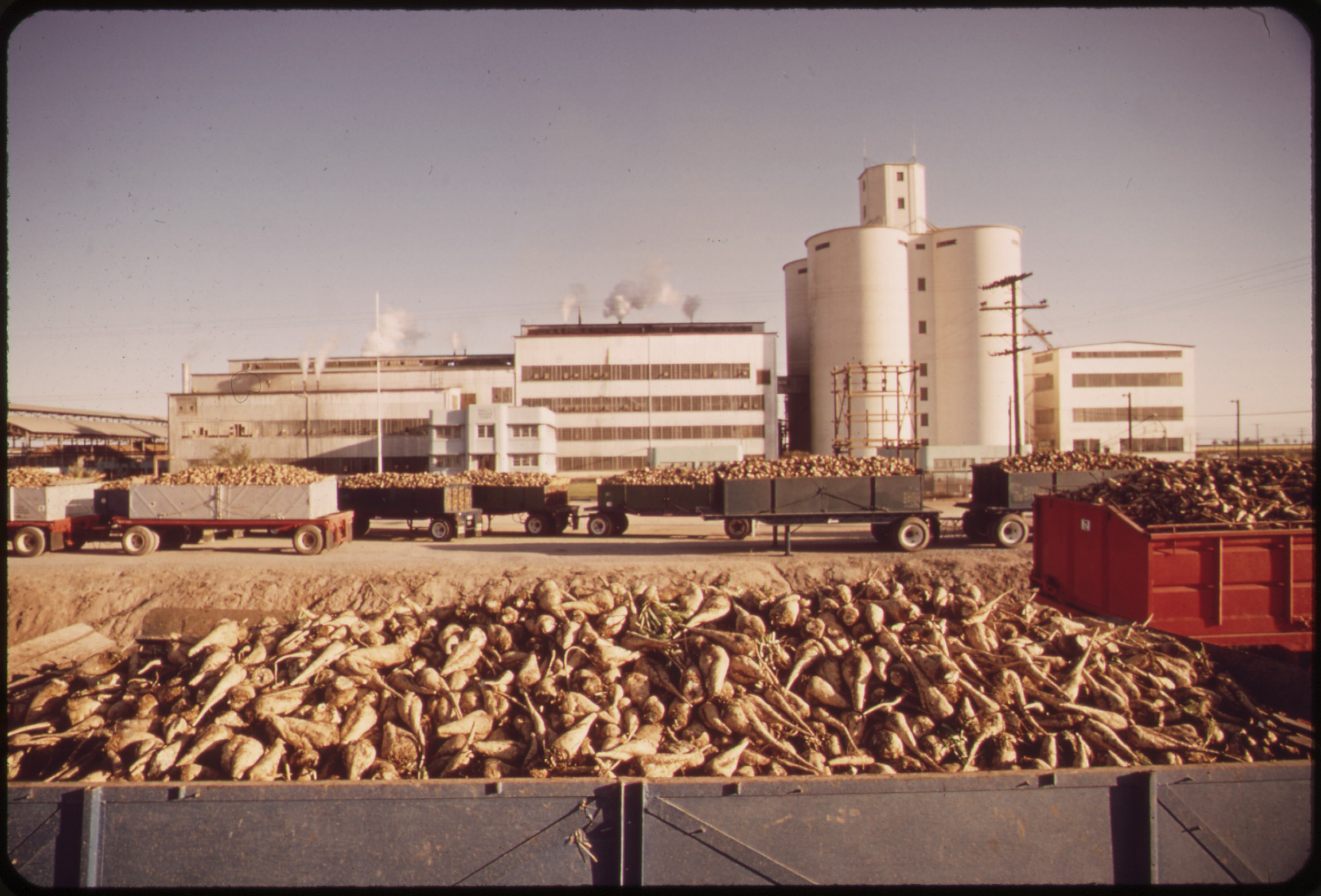
چغندر قند در انتظار فرآوری در کارخانه قند امپریال شوگر در نزدیکی براولی کالیفرنیا. عکس توسط آژانس حفاظت از محیط زیست گرفته‌شده‌است. (12/02/1970)

صنعت شکر یا صنعت قند شامل تولید، فرآوری و بازاریابی قند و شکر (عمدتاً ساکارز و فروکتوز) است. بیشتر شکر در سطح جهانی از نیشکر (حدود ۸۰٪ و عمدتاً در مناطق استوایی) سپس چغندرقند (حدود ۲۰٪ و بیشتر در آب‌وهوای معتدل مانند ایالات متحده آمریکا و یا اروپا) استخراج شده‌است.